# Louis Maurin (homme politique, 1854-1925)
Pour les articles homonymes, voir Louis Maurin et Maurin.
Joseph Henri Maurin, dit Louis Maurin, est un homme politique français né le 23 décembre 1854 à Saint-Bonnet-le-Château (Loire) et décédé le 17 juillet 1925 à Estivareilles (Loire)
Il se lance tardivement en politique, en se présentant aux élections législatives de 1910, où il est battu. En 1920, il est élu sénateur de la Loire, mais est battu dès 1924. Il siège au groupe de l'Union républicaine, mais n'a pas une très grande activité parlementaire.

## Sources
- « Louis Maurin (homme politique, 1854-1925) », dans le Dictionnaire des parlementaires français (1889-1940), sous la direction de Jean Jolly, PUF, 1960 [détail de l’édition]